# Holland női vízilabda-válogatott
A holland női vízilabda-válogatott Hollandia nemzeti csapata, amelyet a Holland Úszó-szövetség (hollandul: Koninklijke Nederlandse Zwembond) irányít. Az 1980-as és '90-es évek egyik legsikeresebb csapata volt. 2008-ban olimpiai bajnokok.

## Eredmények

### Olimpiai játékok
- 2000 – 5. hely
- 2004 – Nem jutott ki
- 2008 –  Arany
- 2012 – Nem jutott ki
- 2016 – Nem jutott ki
- 2020 – 6. hely
- 2024 –  Bronz

### Világbajnokság
- 1986 –  Ezüst
- 1991 –  Arany
- 1994 –  Ezüst
- 1998 –  Ezüst
- 2001 – 9. hely
- 2003 – 6. hely
- 2005 – 10. hely
- 2007 – 9. hely
- 2009 – 5. hely
- 2011 – 7. hely
- 2013 – 7. hely
- 2015 –  Ezüst
- 2017 – 9.
- 2019 – 7. hely
- 2022 –  Bronz
- 2023 –  Arany
- 2024 – 5. hely
- 2025 – 5. hely

### Európa-bajnokság
- 1985 –  Arany
- 1987 –  Arany
- 1989 –  Arany
- 1991 –  Ezüst
- 1993 –  Arany
- 1995 –  Bronz
- 1997 –  Bronz
- 1999 –  Ezüst
- 2001 – 5. hely
- 2003 – 4. hely
- 2006 – 5. hely
- 2008 – 5. hely
- 2010 –  Bronz
- 2012 – 6. hely
- 2014 –  Ezüst
- 2016 –  Ezüst
- 2018 –  Arany
- 2020 – 4. hely
- 2022 – 4. hely
- 2024 –  Arany